# Ubisoft Chengdu
 (août 2015).
Si vous disposez d'ouvrages ou d'articles de référence ou si vous connaissez des sites web de qualité traitant du thème abordé ici, merci de compléter l'article en donnant les références utiles à sa vérifiabilité et en les liant à la section « Notes et références ».
Ubisoft Chengdu est un studio chinois de développement de jeux vidéo situé à Chengdu. Le studio est connu pour avoir collaboré au développement de Scott Pilgrim contre le Monde, le jeu, et participé à plusieurs épisodes de la franchise Assassin's Creed, tels que Assassin's Creed Unity ou encore Assassin's Creed Syndicate.
Ubisoft Chengdu est fondé en septembre 2007 par l'entreprise française Ubisoft dans le but de se déployer sur les différents marchés en installant divers studios dans le monde. Il est d'ailleurs le second studio de l'éditeur situé en Chine, après Ubisoft Shanghai.

## Jeux développés
| Titres                                | Année | Plates-formes                                           |
| ------------------------------------- | ----- | ------------------------------------------------------- |
| Scott Pilgrim contre le Monde, le jeu | 2010  | Xbox 360, PlayStation 3, Windows                        |
| Might and Magic: Duel of Champions    | 2012  | Ipad, Windows                                           |
| Flashback HD                          | 2013  | Xbox 360, PlayStation 3, Windows                        |
| Rayman Legends                        | 2013  | Windows                                                 |
| Assassin's Creed Rogue                | 2014  | Xbox 360, PlayStation 3, Windows                        |
| Assassin's Creed Unity                | 2014  | Xbox One, PlayStation 4, Windows                        |
| Assassin's Creed Syndicate            | 2015  | Xbox One, PlayStation 4, Windows                        |
| Monkey King Escape                    | 2015  | Iphone, Ipad, Android                                   |
| Les Lapins Crétins: Crazy Rush        | 2017  | Iphone, Ipad, Android                                   |
| The Lapins Crétins: Party of Legends  | 2024  | Nintendo Switch, PlayStation 4, Xbox One, Google Stadia |